# Haemaphysalis canestrinii
Haemaphysalis canestrinii este o specie de căpușe din genul Haemaphysalis, familia Ixodidae, descrisă de Supino în anul 1897. Conform Catalogue of Life specia Haemaphysalis canestrinii nu are subspecii cunoscute.